# NK Veres Rivne
Narodnyy Klub Veres Rivne, ou simplesmente Veres Rivne, é um clube de futebol ucraniano da cidade de Rivne fundado em 1957. Atualmente, disputa a temporada 2021-22 da primeira divisão do Campeonato Ucraniano de Futebol.

## História
O clube foi fundado em 1957, ainda no período soviético.

### Primeira Divisão
O clube é três vezes campeão da terceira divisão e vice-campeã da segunda divisão do Campeonato Ucraniano em (2016-17).
Esta é primeira temporada do clube na primeira divisão do Campeonato Ucraniano.

## Elenco
Fonte: 

Nota: Bandeiras indicam equipe nacional, conforme definido pelas regras de elegibilidade da FIFA. Os jogadores podem ter mais de uma nacionalidade não-FIFA.
| N.º |         | Posição | Jogador             |
| --- | ------- | ------- | ------------------- |
| 4   | Ucrânia | D       | Ihor Soldat         |
| 7   | Ucrânia | A       | Mykhaylo Serhiychuk |
| 8   | Ucrânia | D       | Roman Honcharenko   |
| 9   | Ucrânia | A       | Mykhaylo Shestakov  |
| 11  | Ucrânia | M       | Vitaliy Dakhnovskyi |
| 13  | Ucrânia | G       | Artem Kychak        |
| 14  | Ucrânia | D       | Dmytro Makhnyev     |
| 17  | Ucrânia | M       | Hennadiy Pasich     |
| 19  | Ucrânia | D       | Artem Danylyuk      |
| 21  | Ucrânia | M       | Serhiy Panasenko    |
| 24  | Ucrânia | D       | Ihor Huk            |

| N.º |          | Posição | Jogador                |
| --- | -------- | ------- | ---------------------- |
| 29  | Ucrânia  | M       | Valeriy Kucherov       |
| 32  | Ucrânia  | D       | Serhiy Petko           |
| 33  | Ucrânia  | D       | Roman Miroshnyk        |
| 42  | Ucrânia  | M       | Yevhen Pasich          |
| 47  | Ucrânia  | G       | Bohdan Kohut (Capitão) |
| 48  | Ucrânia  | M       | Dmytro Klyots          |
| 71  | Ucrânia  | M       | Serhiy Shestakov       |
| 77  | Ucrânia  | M       | Mykyta Polyulyakh      |
| 97  | Moldávia | M       | Mihail Ghecev          |
|     | Ucrânia  | A       | Mykola Hayduchyk       |